# Вулиця Тернова (Львів)
Вулиця Тернова — вулиця в Залізничному районі міста Львова. Сполучає вулиці Ганцова та Конюшинну.

## Історія та забудова
Вулиця виникла у другій половині XX століття. Сучасну назву має з 1958 року.
Забудована приватними садибами різних часів: як одноповерхівками 1930-х років у стилі конструктивізму, так і сучасними садибами.